# Emil Albes
Friedrich Emil Albes (30 de octubre de 1861 - 22 de abril de 1923) fue un actor y director teatral y cinematográfico alemán.

## Biografía
Su nombre completo era Friedrich Emil Albes, y nació en Bad Pyrmont, Alemania, siendo su padre un cantante lírico. A los veinte años de edad Albes empezó a actuar en Elbląg. Debutó como director teatral en 1891 en Gotinga, trabajando en teatros de Freiberg, Reichenbach im Vogtland, Koszalin, Wesel, Zittau, Hanau y Szczecin, y llegando en 1898 a ser director en el Central-Theater de Berlín. 
Continuó su carrera trabajando también en el cine, debutando en el mismo en 1911. Además de su faceta de director (dirigió algo más de treinta producciones), también fue actor en casi cincuenta películas, tanto como protagonista como actor de carácter, pudiendo trabajar en sus primeros filmes junto a la gran actriz danesa Asta Nielsen.
Emil Albes falleció en 1923 en Berlín, Alemania.

## Filmografía

### Actor
| - Mensch, bezahle deine Schulden - Humoreske mit Kameratricks, de Emil Albes (1911) - Nachtfalter, de Urban Gad (1911) - Den sorte drøm - In dem grossen Augenblick, de Urban Gad (1911) - Zigeunerblut, de Urban Gad (1911) - Die Verräterin, de Urban Gad (1911) - Sklave der Liebe, de Emil Albes (1912) - Die Macht des Goldes, de Urban Gad (1912) - Die arme Jenny, de Urban Gad (1912) - Zu Tode gehetzt, de Urban Gad (1912) - Der Totentanz, de Urban Gad (1912) - Das Geheimnis von Monte Carlo - Die Revolutions-Hochzeit - Wenn die Maske fällt, de Urban Gad (1912) - Gescheitert - Die rote Jule - Komödianten, de Urban Gad (1913) - Die Sünden der Väter, de Urban Gad (1913) - Joly - Das schwarze Los, de John Gottowt (1913) - Die Augen des Ole Brandis - Der Thronfolger - Bedingung - Kein Anhang!, de Stellan Rye (1914) - Der Sängerkrieg im Löwenkäfig | - Die Grenzwacht im Osten - Fluch der Schönheit - O, du mein Österreich - Die Rache des Blutes, de Emil Albes (1915) - Der Pfad der Sünde - Das Spitzentuch der Fürstin Wolkowska - Der Weg, der zur Verdammnis führt, 1.Teil - Das Schicksal der Aenne Wolter - Fesseln - Das Mädchen aus der Opiumhöhle - ...um eine Stunde Glück - Morphium - Der Weg, der zur Verdammnis führt, 2.Teil - Hyänen der Lust - Veritas vincit, de Joe May (1919) - Das Tor der Freiheit - Das Geheimnis der goldenen Kapsel - Eine weisse unter Kannibalen - Pariserinnen - Der schwarze Montag - Tingeltangel - Sie und die Drei - Marie Antoinette - Das Leben einer Königin - Bigamie - Die Sonne von St. Moritz, de Hubert Moest y Friedrich Weissenberg (1923) - Dudu, ein Menschenschicksal |

### Director (selección)
| - Mensch, bezahle deine Schulden - Humoreske mit Kameratricks (1911) - Der Sieg des Hosenrocks - Sündige Liebe - Otto Reutter will Schauspieler werden - Sklave der Liebe (1912) | - Das Geheimnis von Monte Carlo - Die Revolutions-Hochzeit - Gescheitert - Die Papierspur (1912) - Die Rache des Blutes (1915) |

### Ayudante dirección
- Das schwarze Los, de John Gottowt (1913)